# Noasaurus
Noasaurus is een monotypisch geslacht van uitgestorven vleesetende theropode dinosauriërs dat leefde in het Laat-Krijt van Argentinië.
Een fossiel van Noasaurus is midden jaren zeventig opgegraven. In 1980 kreeg het dier zijn naam, die zoiets als 'sauriër van Noordwest-Argentinië' betekent, toen de typesoort Noasaurus leali benoemd werd. Er is maar één skelet van Noasaurus gevonden en zelfs dat is erg onvolledig zodat veel onzeker is over de bouw van het dier.
Noasaurus was een kleine roofsauriër, niet langer dan een anderhalve meter. Hij had een gestroomlijnd lichaam met een lange nek en een kleine, langgerekte schedel, waarin zich kaken bevonden, die bezet waren met scherpe tanden. Ook de achterpoten bevatten volgens de oorspronkelijke beschrijving een gevaarlijk wapen: een sikkelvormige klauw, die een prooi dodelijke verwondingen kon toebrengen. Later echter werd meestal gedacht dat het om een handklauw ging. Er werd later een verwant ontdekt: Masiakasaurus. Dat is een viseter dus ook Noasaurus zou vissen gegeten kunnen hebben.

## Vondst en naamgeving
Tussen 1975 en 1977 groef een team van José Fernando Bonaparte bij de Estancia 'El Brete' in de provincie Salta fossielen op, in een kleine groeve van acht meter breedte. Daarbij werd, naast vele andere vondsten, een zeer fragmentarisch skelet aangetroffen van een kleine theropode. De vondsten werden in 1977 in de wetenschappelijke literatuur gemeld.
In 1980 werd de typesoort Noasaurus leali benoemd en beschreven door Bonaparte en Jaime Eduardo Powell. De geslachtsnaam begint met een afkorting van noroeste Argentina, 'Noordwest-Argentinië'. De soortaanduiding eert de grondeigenaar Fidel Leal. Sommige bronnen geven incorrect aan dat de soortaanduiding verwijst naar preparateur Juan C. Leal die bij de opgravingen betrokken was.
Het holotype PVL 4061 is gevonden in een laag rode zandsteen van de middelste Lechoformatie die dateert uit het vroege Maastrichtien, ongeveer zeventig miljoen jaar oud. Het bestaat uit een gedeeltelijk skelet met schedel. Het skelet ligt niet in verband en de identiteit van verschillende skeletelementen is achteraf betwist. Van de schedel is een linkerbovenkaaksbeen en een quadratum bewaard gebleven. In 1980 werd ook een squamosum aangegeven maar in 1991 werd dit herkend als een nekrib, in 2011 verder geïdentificeerd als een tiende nekrib. Van de vierde halswervel is een wervelboog over en de bijbehorende nekrib. De vondst omvat een tweede rechtermiddenvoetsbeen. Verder werd een kootje en een grote klauw aangetroffen. In 1980 werd aangenomen dat het om een sikkelklauw van de tweede teen ging. In 2004 echter werd door Federico Lisandro Agnolin gesteld dat het in feite om een handklauw ging, de eerste of tweede. Dat werd in 2010 weer betwist door Fernando Emilio Novas doch de latere consensus werd dat het toch een handklauw betreft. Het kootje is wellicht van de derde vinger. Het werd oorspronkelijk gezien als het voorlaatste kootje van de tweede teen en articulerend met de sikkelklauw maar later bleek het niet goed bij de klauw te passen. In 2004 werd ook een tweede klauw gemeld; in 2010 werd duidelijk dat ook deze bij het holotype hoorde.
Op de vindplaats werd in de jaren zeventig ook een voorste halswervel aangetroffen, specimen MACN 622. In 1999 werd die door Nicholas Frankfurt beschreven als behorende bij een lid van de Oviraptoridae als een van de zeldzame aanwijzingen dat die groep op de continenten van Gondwana voorkwam. In 2007 werd echter door Agnolin geconcludeerd dat het om noasauride materiaal ging en dus vermoedelijk bij het holotype van Noasaurus hoorde. Dit beklemtoont hoe onzeker het is of de aan Noasaurus toegewezen botten werkelijk van één individu, of zelfs soort, afkomstig zijn.

## Beschrijving

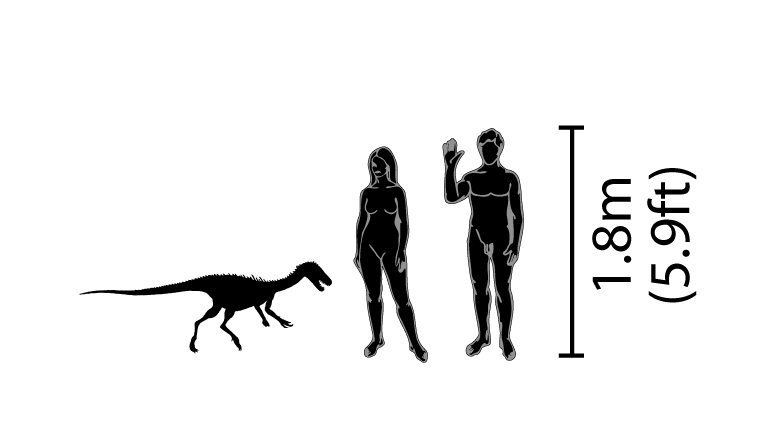
De grootte vergeleken met mensen

### Grootte en onderscheidende kenmerken
De lengte van Noasaurus is geschat op anderhalve meter. In 1988 en 2010 schatte Gregory S. Paul het gewicht op vijftien kilogram, zij het onder voorbehoud gezien de beperkte gegevens.
Verschillende in 1980 als onderscheidende kenmerken gemelde eigenschappen hadden op de klauw betrekking en vervallen als men aanneemt dat het om een handklauw gaat. Ook voor een handklauw zijn sommige kenmerken echter uniek. In plaats van een bult als peesaanhechting voor de krommende spier heeft de onderkant een zeer diepe driehoekige uitholling. In bovenaanzicht lopen de zijkanten van de basis van de schacht van de klauw evenwijdig in plaats van naar de punt toe te versmallen. Van de uitholling op de onderzijde loopt een lengterichel richting punt.
Als een verwantschap met Masiakasaurus wordt aangenomen, zijn de kenmerken waarin Noasaurus zich daarvan onderscheidt relevant en mogelijke autapomorfieën. De uitholling rond de fenestra antorbitalis smaller. De voorrand van de fenestra antorbitalis ligt ter hoogte van de vijfde tand. De schacht van het quadratum is sterker gekromd.

### Skelet

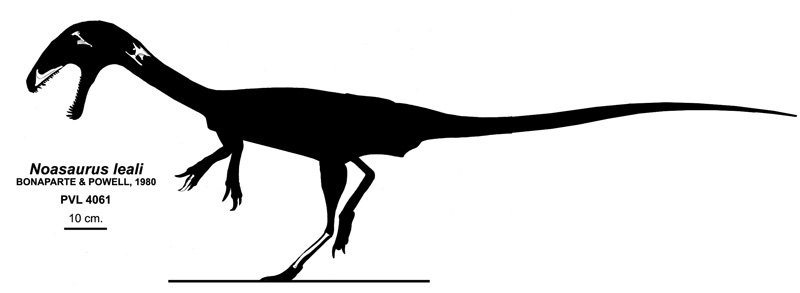
Diagram van de bewaarde delen van het skelet door Jaime Headden

Het bovenkaaksbeen is kort en hoog in het hoofdlichaam. Het element wijst dus op zich niet op een erg lange schedel. De opgaande tak is niet al te lang en Novas meende in 2010 dat die het traanbeen wel niet geraakt zou hebben. Van de fenestra antorbitalis is alleen de voorste onderrand bewaard; die wordt omgeven een relatief brede uitholling. In het bovenkaaksbeen zijn elf tandkassen aanwezig; het kan zijn dat er achteraan enkele ontbreken. Vijf daarvan bevatten nog duidelijke tandkronen. De tanden zijn klein en dolkvormig. Zowel hun voorrand als achterrand is gekarteld. De tandenrij wordt aan de achterkant gesteund door volledig vergroeide interdentaalplaten. Het quadratum is, zoals bij de meeste basale abelisairoïden, niet vergroeid met het quadratojugale.

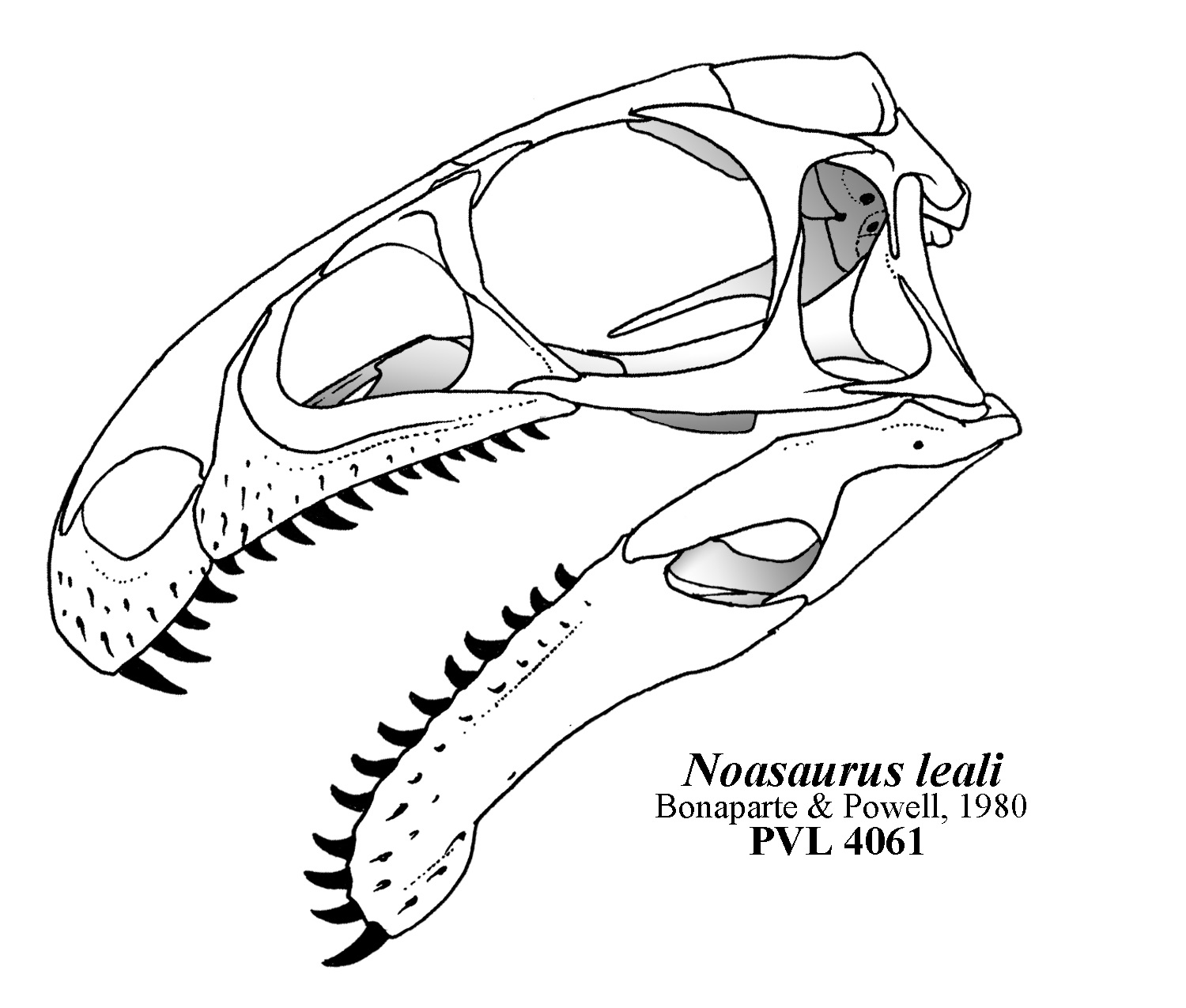
Een speculatieve reconstructie van de schedel naar het model van Masiakasaurus

De vierde — volgens Novas zesde — halswervel is sterk afgeplat met een minimaal doornuitsteeksel. De wervel is sterk gepneumatiseerd. De epipofysen steken richelvormig ver naar achteren.
De later toegewezen halswervel MACN 622, met een lengte van 34,4 millimeter, is gepneumatiseerd. Op de onderzijde bevindt zich een brede trog in de lengterichting. De diapofysen steken breed uit en de ruimte tussen de voorste gewrichtsuitsteeksels is U-vormig. Het doornuitsteeksel is laag. Dit waren de redenen om aan een oviraptorosauriër te denken. De epipofysen, de uitsteeksels op de achterste gewrichtsuitsteeksels, zijn echter veel sterker ontwikkeld dan Frankfurt dacht omdat hij niet doorhad dat alleen de bases ervan bewaard waren gebleven. Zeer grote epipofysen zijn typisch voor de Abelisauroidea. Lage doornuitsteeksels en brede uithollingen ervoor komen ook bij deze groep voor. Een andere synapomorfie is de aanwezigheid van dubbele pleurocoelen per zijde en de voorwaartse plaatsing van het doornuitsteeksel. MACN 622 heeft met de vierde halswervel van het holotype gemeen dat de wervelboog erg laag en langgerekt is met een verbindende richel tussen achterste gewrichtsuitsteeksel en zijuitsteeksel. De halswervel is vijfmaal langer dan hoog, een teken dat Noasaurus een zeer lange nek had.
De nekribben zijn langwerpig, gepneumatiseerd, en hebben ook een lang voorwaarts gericht uitsteeksel.

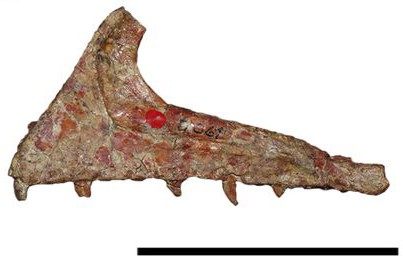
Het linkerbovenkaaksbeen

De klauw heeft een lengte van zevenendertig millimeter. De klauw is sterk gekromd met een plotse knik naar achteren op de onderzijde en overdwars afgeplat. Het uitsteeksel aan de onderkant van het gewrichtsvlak is sterk ontwikkeld. Er loopt een verticale richel over het gewrichtsvlak. De troggen op de zijden zijn symmetrisch. Dit zijn aanwijzingen dat het om een handklauw gaat. Twee kenmerken die in 1980 als unieke kenmerken werden gezien, een bult op de buitenste zijkant en het feit dat de trog op de zijkant niet in tweeën wordt gedeeld door de bloedgroeve, worden verklaard door de hypothese dat het om een handklauw gaat in plaats van een voetklauw. Het kootje is met zeventien millimeter tamelijk kort en is afgeplat.
Het tweede middenvoetsbeen is 113 millimeter lang en langwerpig gebouwd met een sterke afplatting. De hele middenvoet moet langwerpig geweest zijn, wat wijst op een goed vermogen om te rennen.

## Fylogenie
In 1980 werd aangenomen dat Noasaurus een lid was van de Coelurosauria en vermoedelijk nauw verwant aan de Coeluridae. Aangezien men daar niet heel zeker van was, werd voorlopig maar een eigen "familie" benoemd, de Noasauridae. G.S. Paul zag in 1988 een verwantschap met Abelisaurus en plaatste Noasaurus daarom binnen de Abelisauridae in een eigen Noasaurinae, hoewel hij toegaf dat aanvullende fossielen van het dier een eigen familie zouden kunnen rechtvaardigen. Hij zag de abelsisauriden overigens als megalosauriërs. Bonaparte concludeerde in 1990 tot een plaatsing in de Ceratosauria.
Later werden mogelijke verwanten van Noasaurus ontdekt zoals Velocisaurus en Masiakasaurus. De Noasauridae werden nu gedefinieerd als een serieuze klade, de zustergroep van de Abelisauridae binnen een overkoepelende Abelisauroidea.

## Levenswijze

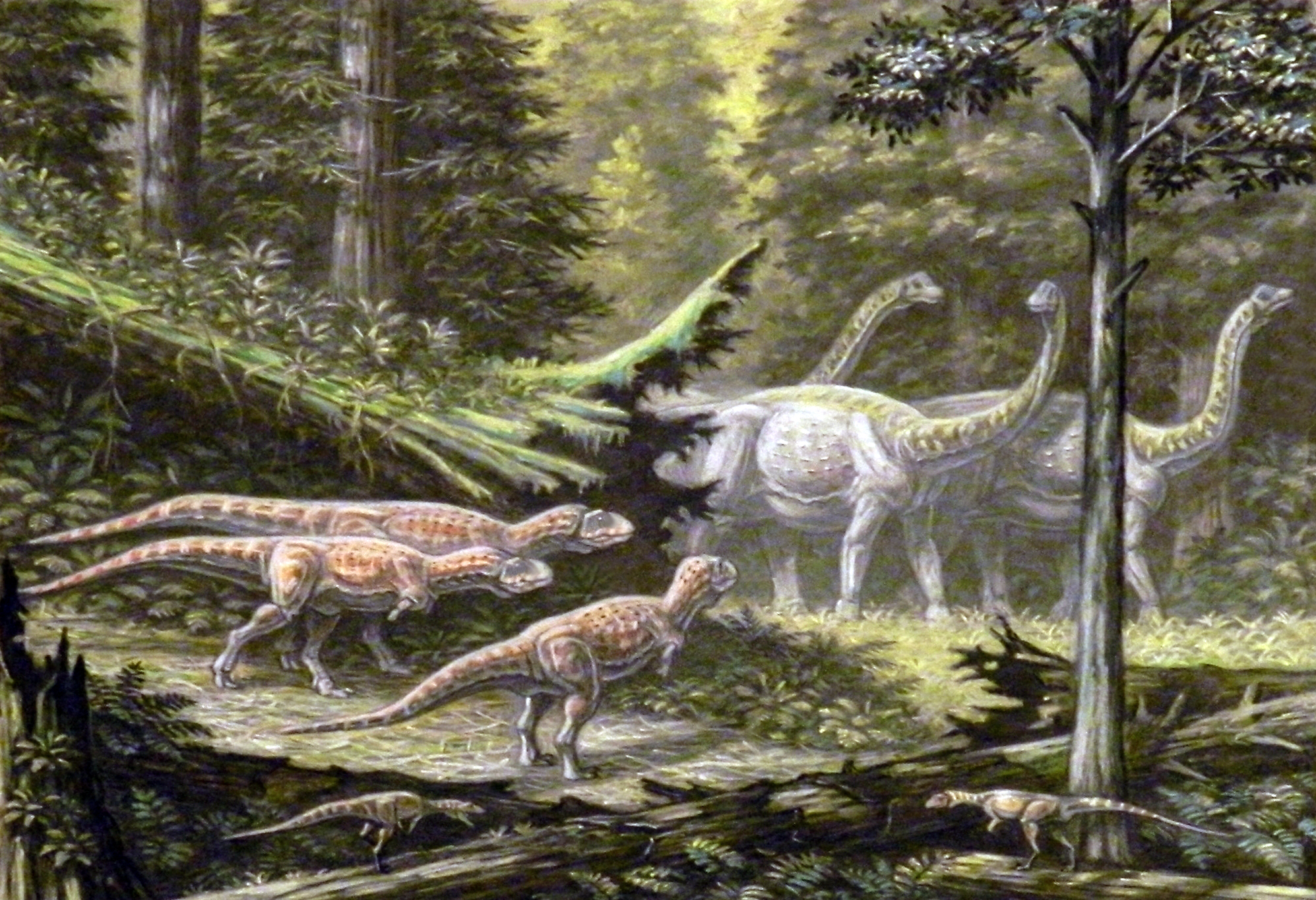
Noasaurus deelde zijn habitat met Quilmesaurus en Saltasaurus

Noasaurus leefde op een halfbeboste kustvlakte die doortrokken was van rivieren en meren. In de interpretatie van 1980 was het een geduchte jager die zijn prooi doodde met zijn vervaarlijke sikkelklauw. Toen G.S. Paul begreep dat het om een ceratosauriër ging, zag hij deze aanpassing in 1988 als een geval van convergente evolutie met de Dromaeosauridae die ook zulk een sikkelklauw bezaten. De Noasauridae zouden dus in Zuid-Amerika dezelfde niche vervuld hebben als de dromaeosauriden in Azië en Noord-Amerika. Hij vroeg zich af of Noasaurus ook lange armen had waarmee hij zich aan de rug van een slachtoffer kon vastklampen om diens buik met de klauw open te scheuren. Indien de armen kort waren, zou dat wijzen op een alternatieve gevechtstactiek waarbij de prooi met een schoppende uithaal van de achterpoot werd verwond. Pauls overwegingen zouden erg invloedrijk blijken in de populairwetenschappelijke literatuur.
De bewering uit 2004 dat het vermoedelijk om een handklauw ging, haalde dit scenario volledig onderuit. Het riep wel de vraag op waar Noasaurus zulke grote handklauwen voor nodig had. Ze zouden gebruikt kunnen zijn voor gevechten binnen de soort of met andere soorten. De latere vaststelling dat Masiakasaurus een nauwe verwant was, bood weer een heel andere verklaring. Dit was namelijk een gespecialiseerde viseter die een waaier van tanden had in zijn voorste muil om glibberige prooien mee te grijpen. Dit past ook goed bij het gegeven dat de nek zo lang was. De klauw kon gebruikt zijn om een vis uit het water te slaan of om het ingewikkelde gebit van vastzittende voedselresten te ontdoen. De rechte zijkanten en diepe peesaanhechting wijzen op een verlies aan doorborend vermogen tegen grote prooien, in ruil voor een snellere beweging om te voorkomen dat een kleine prooi wegglipt. Het beeld van Noasaurus is zo helemaal omgeslagen van woest roofdier naar bedaagde visser.